# Salvelinus evasus
Salvelinus evasus är en fiskart som beskrevs av Jörg Freyhof och Maurice Kottelat 2005. Salvelinus evasus ingår i släktet Salvelinus och familjen laxfiskar. IUCN kategoriserar arten globalt som sårbar. Inga underarter finns listade i Catalogue of Life.